# NGC 2339
NGC 2339 é uma galáxia espiral barrada (SBbc) localizada na direcção da constelação de Gemini. Possui uma declinação de +18° 46' 46" e uma ascensão recta de 7 horas, 08 minutos e 20,3 segundos.
A galáxia NGC 2339 foi descoberta em 22 de Fevereiro de 1789 por William Herschel.